# Boeboeks
Boeboeks is een Belgische stripreeks voor kinderen, geschreven door Marc de Bel en getekend door Michael Vincent en Ivan Petrus Adriaenssens. Marc de Bel schreef zijn eerste strip van de Boeboeks in maart 2001 met als titel "Het web van de suikerspin - Piepel ziek".
De reeks werd al vertaald in meer dan tien talen. De verhalen en de figuurtjes van de Boeboeks werden de volgende jaren door verschillende instanties gebruikt in uiteenlopende natuur- en milieuprojecten voor kinderen, zoals een boek en kinderthema in samenwerking met Natuurpunt in de Uitkerkse Polder, Vinnefeesten met workshops en wedstrijden in natuurdomein Het Vinne, een wandelpad in de Gentse Bourgoyen-Ossemeersen enz. Theatergroep "Acaboe" geeft voorstellingen voor kinderen rond de Boeboeks.

## Verhaal
Boeboeks zijn kleine groene wezentjes die in het "Biezebos" leven in een hol onder een boom, dicht bij een vuilnisbelt. De Boeboeks beschermen de natuur. Natuurbescherming is een thema dat in veel boeken van Marc de Bel terugkomt.

## Albums
1. Het web van de suikerspin - Piepel ziek
2. Het web van de suikerspin - Acht ogen, acht poten
3. De pilletjes van opa Kakadoris - Vliegkriebels
4. De pilletjes van opa Kakadoris - De blauwe droom
5. Soezie Boebie - Kuif & de knagers
6. Soezie Boebie - Taurik
7. Het Biezebos bedreigd! - Taaie Els
8. Het biezebos bedreigd! - Straffe Wiet
9. Het kriebelbellenkanon
10. Generaal Kroets
11. Obus de vuurgeest
12. Hebbert Wezel